# Nakajama no Tadacsika
Nakajama no Tadacsika (japánul: 中山忠親, Hepburn-átírással: Nakayama no Tadachika) (1131 – 1195. április 23.) japán udvari nemes, császári főminiszter és történész, egyes kutatók szerint ő írhatta a Mizu-kagami („Víztükör”) (japánul: 水 鏡) című történelmi művet, a Si-kagami („Négy tükör”) összefoglaló néven ismert négy kagami egyikét, amely Japán történelmét örökíti meg a legendabeli Dzsinmu császár korától egészen 850-ig. Szankaiki címen fennmaradt naplója forrásértékű a 12. századi szamurájháborúk megértéséhez. Jeles udvari arisztokrata család sarja volt, utódai a Meidzsi-kortól 1945-ig a nyugati átvételként kreált márki rangot viselték.